# Army Girl
Pour plus de détails, voir Fiche technique et Distribution.
Army Girl est un film américain réalisé par George Nichols Jr., sorti en 1938. 
Le film fut nommé pour trois Oscars : Oscar de la meilleure photographie, Oscar du meilleur mixage de son et Oscar de la meilleure musique de film.

## Fiche technique
- Titre : Army Girl
- Réalisation : George Nichols Jr.
- Réalisateur 2e équipe B. Reeves Eason
- Assistant-réalisateur : Kenneth Holmes
- Scénario : Samuel Ornitz, Charles L. Clifford et Barry Trivers
- Photographie : Ernest Miller et Harry J. Wild
- Montage : William Morgan
- Musique : Victor Young
- Direction artistique : John Victor MacKay
- Décors :
- Costumes : Irene Saltern
- Son : Charles L. Lootens
- Producteur : Armand Schaefer (producteur associé)
- Producteur exécutif : Sol C. Siegel
- Société de production :  Republic Pictures
- Société de distribution :  Republic Pictures (États-Unis), Empire Universal Films (Canada), British Lion Film Corporation (Royaume-Uni), Associated Distributors (Australie)
- Pays de production :  États-Unis
- Langue : Anglais américain
- Format : Noir et blanc — 35 mm — 1,37:1 — Son : Mono (RCA High Fidelity Recording)
- Genre : Comédie dramatique
- Durée : 80 minutes (1 h 20)
- Dates de sortie :  
  - États-Unis : 11 août 1938
  - Canada : 24 août 1938
  - Royaume-Uni : 28 septembre 1938
  - Australie : 1er décembre 1938
  - Portugal : 12 février 1940

## Distribution
- Madge Evans : Julie Armstrong
- Preston Foster : Capt. Dike Conger
- James Gleason : Sgt. 'Three Star' Hennessy
- H. B. Warner : Col. Armstrong
- Ruth Donnelly : Leila Kennett
- Neil Hamilton : Capt. Joe Schuyler
- Heather Angel : Mrs.Gwen Bradley
- Billy Gilbert : Cantina Pete
- Ralph Morgan : Maj. Hal Kennett
- Barbara Pepper : Riki Thomas
- Ralph Byrd : Capt. Bob Marvin
- Guinn 'Big Boy' Williams : Sgt. Harry Ross
- Robert Warwick : Brig. Gen. Matthews
- Allen Vincent : Capt. Bradley
- Paul Stanton : Maj. Thorndike
- Dewey Robinson : Barman
- Frank Hagney : Soldat